# TG70-72

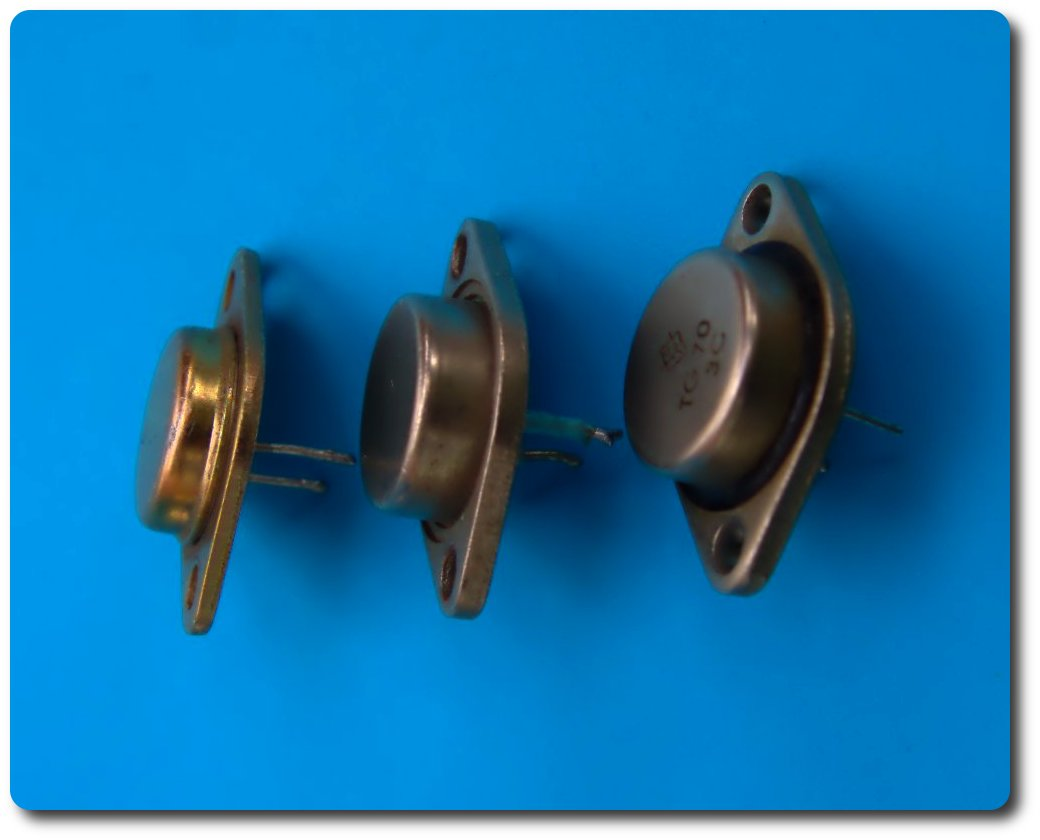
Tranzystory TG70 fabryki TEWA w obudowach TO-3 z różnych okresów produkcji.

Seria TG70–TG72 to pierwsze (i przez długi czas jedyne) tranzystory mocy przemysłowo produkowane wielkoseryjnie w Polsce.

## Historia
Produkcję seryjną tranzystorów serii TG70 (T – tranzystor, G – germanowy) rozpoczęła Fabryka Półprzewodników TEWA w Warszawie w roku 1960. Były one podstawowymi tranzystorami mocy używanymi w polskich konstrukcjach z lat 60., a jeszcze w połowie lat 70. XX w zdarzały się nowo konstruowane urządzenia, w których je stosowano (na przykład magnetofony szpulowe serii ZK 240 produkcji ZRK). Później w ZK 240 stosowano tranzystory AD143 firmy ATES. Tranzystory TG70–72 umieszczano w metalowych obudowach TO-3, w początkowym okresie produkcji uszczelnianych żywicą. W końcowym okresie produkcji (początek lat 70. XX wieku) zmieniono nazwę na ADP670–672 (A – germanowe, D – mocy, P – pnp). Produkowano również wersję o zwiększonej niezawodności, początkowo oznaczaną przyrostkiem „S”, a później ADAP70–72.

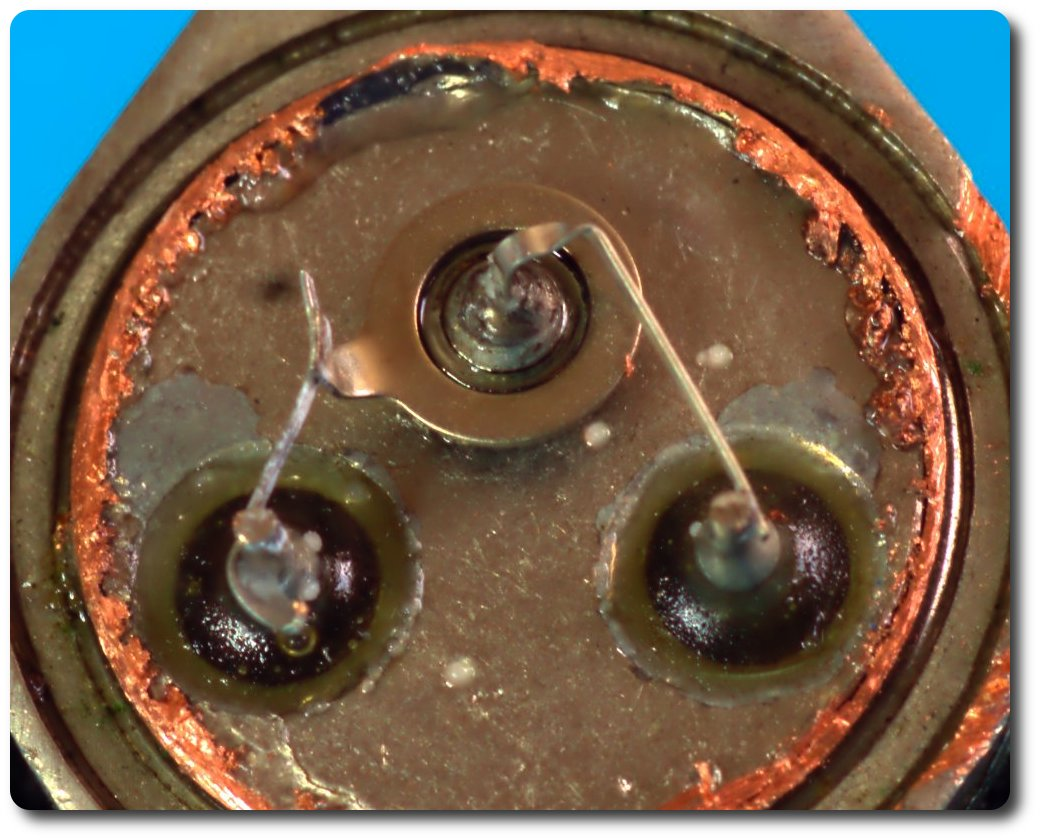
Wnętrze tranzystora TG70.

## Charakterystyka
TG70-TG72 były germanowymi tranzystorami stopowymi dużej mocy (dopuszczalna moc strat kolektora 10W) i małej częstotliwości (częstotliwość graniczna wynosiła 100 kHz), typu pnp. Poszczególne typy różniły się dopuszczalnym napięciem kolektora: TG70 – 30V, TG71 – 20V i TG72 – 60V.